# (73492) 2002 QE28
(73492) 2002 QE28 – planetoida z pasa głównego asteroid okrążająca Słońce w ciągu 5,7 lat w średniej odległości 3,19 j.a. Odkryta 28 sierpnia 2002 roku.